# Vértice de Sierra Gorda

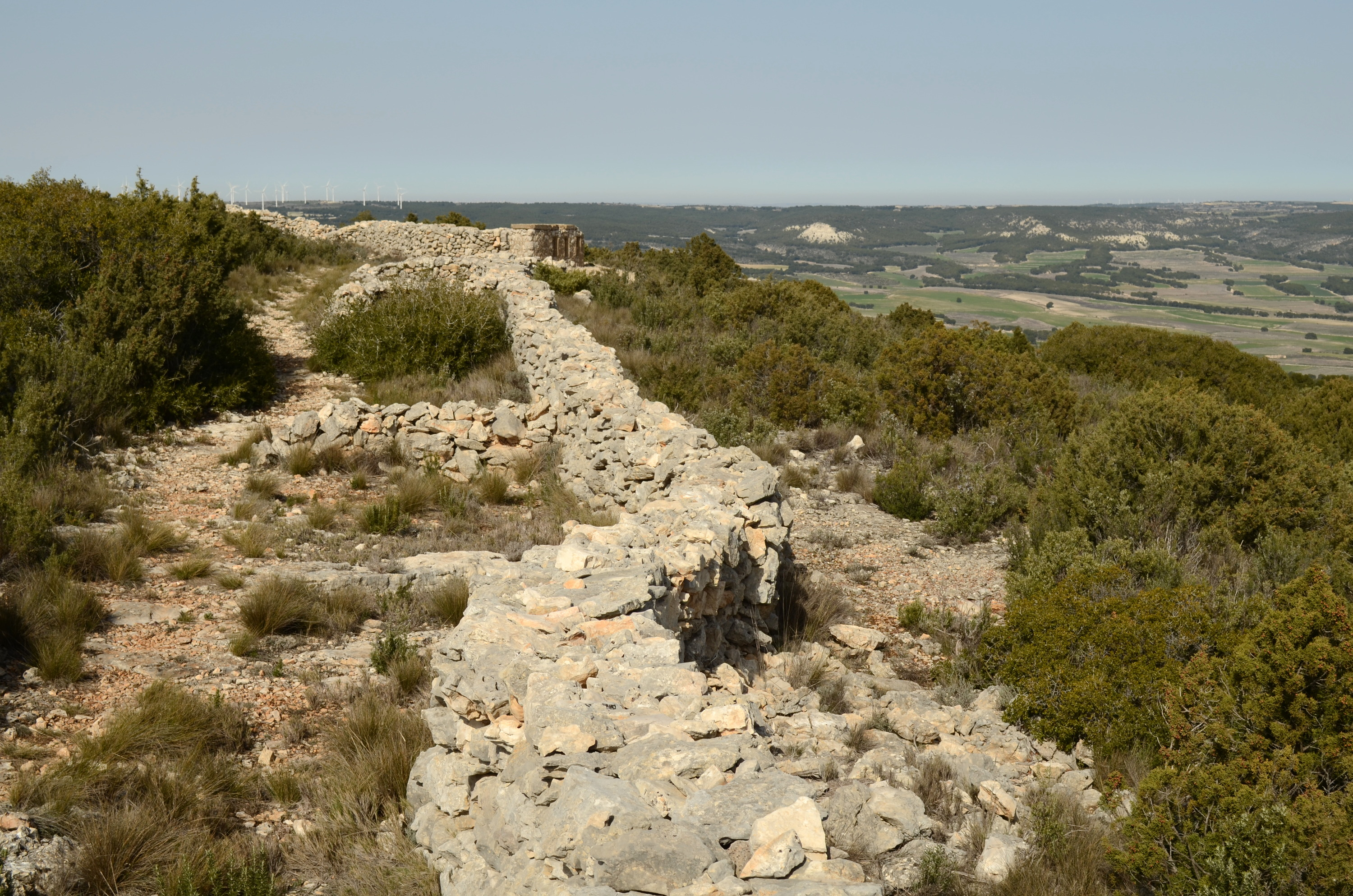
Restos en el Vértice de Sierra Gorda.

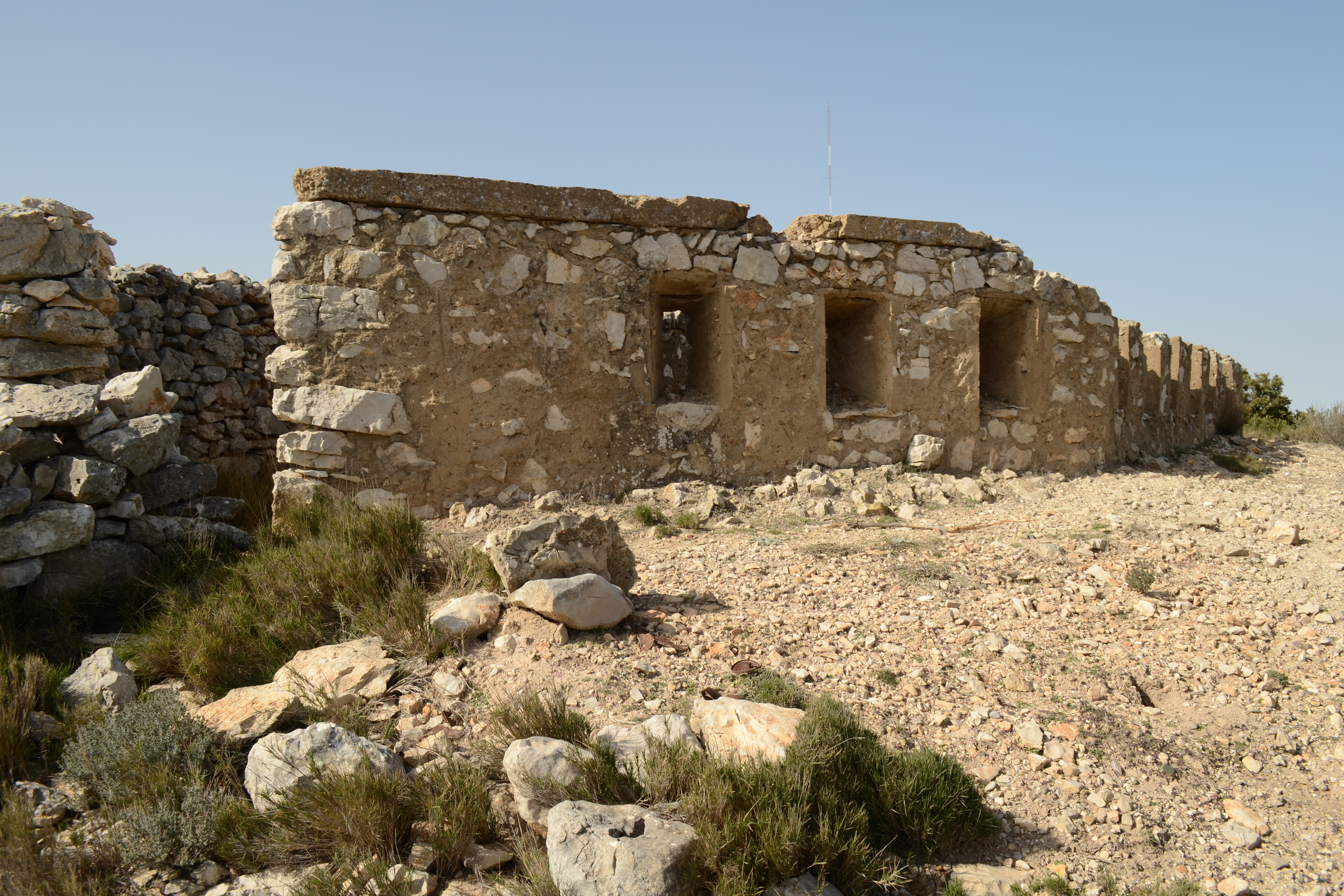
Aspilleras del lado Este del fortín de Sierra Gorda.

El vértice de Sierra Gorda es un conjunto fortificado de Fuendetodos (España), construido en la guerra civil española por el ejército republicano frente al Vértice Parapetos, posición del ejército sublevado, en la batalla del Ebro. Está situado junto al vértice geodésico del Instituto Geográfico Nacional, de ahí su nombre, en la cima de una loma conocida como Sierra Gorda. 
Consta de cuatro fortines y varios parapetos corridos y puestos avanzados de vigía. El principal es un fortín semicircular con 18 troneras: 17 para fusileros, y una de ellas central con zócalo para una ametralladora. Fue construido con piedra y mortero, y tenía una cubierta de hormigón. Los parapetos y puestos de vigía se construyeron con piedra seca.
Fuendeteodos fue ocupado por los republicanos de septiembre de 1936 hasta la retirada del lugar en marzo de 1938. Desde este emplazamiento se vigilaba la carretera de Belchite.